# 第1軍団ゲルマニカ
第1軍団ゲルマニカ (Legio I Germanica) は、ローマ軍団のひとつ。ガイウス・ユリウス・カエサルの創設により、共和政ローマ末期に創設。カエサル以降、アウグストゥス以下ユリウス＝クラウディウス朝時代各地に転戦したが、ウェスパシアヌスによって解散させられた。

## 軍歴

### 創設
第1軍団ゲルマニカの創設はグナエウス・ポンペイウスとの戦いのためにカエサルが召集、ファルサロスの戦いに従軍したものと考えられる。そして軍団はアウグストゥスに継承され、彼の目前で目覚ましい功績を挙げ、「アウグスタ」の尊称が軍団に授けられたが、しばらく「第1軍団ゲルマニカ」としての軍団の記録は消える。ただ記録には「第1軍団」がヒスパニアのカラブリアでの反乱鎮圧に派兵されたとある事から、この第1軍団はゲルマニカであると考えられている。アウグストゥスの命令でマルクス・ウィプサニウス・アグリッパの指揮により従軍していたが、ここで不名誉な大敗北をする。この不名誉な行動により授与された「アウグスタ」の尊称は剥奪されたと後にカッシウス・ディオは述べている。

### ゲルマニア配属
その後の第1軍団はゲルマニア国境のライン川沿いに配備されていたものと考えられている。タキトゥスによれば、軍旗がティベリウスより授与されたとの事であるが、はっきりとした事、則ち授与された軍団とはもともとの第1軍団なのか、それとも先の不名誉な待遇の後で再召集された新たな第1軍団が授与されたのかは分かってはいない。ただ従来の軍旗は以前のまま引き継がれて、加えてマニプルスの軍旗が授与された事から軍団は新たに再編成された可能性が高いと考えられている。
そして軍団はゲルマニアで善戦、再び「ゲルマニカ」の名称を獲得する。ただし、この頃の資料で分かっているのは軍団がコロニア・ウビオルム（現ケルン）に駐在していた事のみであり、彼等の業績が具体的に何時の何処での戦闘なのかは分かってはいない。恐らく大ドルススの指揮のもとでゲルマニア戦役に従軍したものと思われる。ドルススの軍団からの支持は絶大で、第1軍団の例外なく、喜んで参加したものと考えられている。しかしドルススは紀元前9年に落馬がもとで死去してしまう。そして後にドルススの息子、ゲルマニクスがプロコンスルとして8つの軍の指揮官に任命されるものの、アウグストゥスの治世ではこれ以降ゲルマニアへの侵攻は控えられた。
アウグストゥスの軍団再構築で駐在区域は低地ゲルマニアという皇帝属州となり、5つの軍団が駐在し、プブリウス・クィンクティリウス・ウァルスによって統治された。しかしながら、そのウァルスが9年にトイトブルクの戦いで戦死、軍団3つも全滅する。幸いにも第1軍団はウァルスではなく、別の者の指揮であったので、全滅の危機から逃れる事ができた。
アウグストゥスの死後、元老院よりゲルマニクスがゲルマニア遠征の総司令官に任命される。しかしながら第21軍団ラパクス、第5軍団アラウダエ、第10軍団ウァレリア・ウィクトリクス、そして第1軍団ゲルマニカの中で反乱の噂が流れ、急遽ゲルマニクスはゲルマニアへ赴き、反乱を鎮圧、しかしながら軍団内で流血が起こり、軍団内の不調和を解消するためにゲルマニクスはゲルマニアの侵攻を敢行、多くのゲルマン人を虐殺し、軍団内の調和を整える事ができた。それから彼の人気は市民からも軍団からも厚くなった。その後もゲルマニクスの指揮のもとゲルマニアで転戦する。

### ネロの死後、解散
時代は下り、69年にローマ皇帝ネロが自殺、ロ−マ国内でユリウス＝クラウディウス朝の皇族内で新たな皇帝を見つける事ができなかった。結果として複数の皇帝を輩出する事となり、この事はゲルマニアを含む属州の軍団を混乱させた。ゲルマニアではベルガエ族の反乱が起こり、その中のガリア人指導者ガイウス・ユリウス・キウィリスは多くのローマ軍団を指揮下に収める。第1軍団もキウィリスと連帯を取り、彼等ガリア人の指揮下に入った。この事は致命的な失敗となり、ローマ皇帝を継承したウェスパシアヌスによって第1軍団ゲルマニカは解散させられた。